# Карла Маркса (Челябинская область)
Карла Маркса (иногда К. Маркса или Карла-Маркса) — упразднённый хутор (позднее деревня) в Челябинской области.

## История
Образован в 1919 году.
В 1928 году относился к Варламовскому району и входил в Ключевской сельсовет. На тот момент в хуторе было 18 хозяйств, проживал 91 человек (42 мужчины и 49 женщин, все из них русские), пруд. До центра сельсовета 11 км, до райисполкома 4 км, окрисполкома 75 км, до станции Бишкиль 43 км. Была проселочная дорога.
В 1970 году относился к Чебаркульскому району и входил в Варламовский сельсовет и имел статус деревни. На тот момент там проживало 138 человек. Работало отделение колхоза им. Карла Маркса.
Упразднён примерно в 1971—1983 года.
Ныне урочище.

## Население
В 1928 году — 91 чел.
В 1970 году — 138 чел.